# Martin Lacher
Martin Lacher (* 5. August 1974 in München) ist ein deutscher Arzt für Kinderchirurgie und Allgemeine Chirurgie.

## Leben
Nach Abschluss des Abiturs 1993 leistete Lacher 1994 seinen Zivildienst als Rettungssanitäter beim Hessischen Roten Kreuz in Gelnhausen ab. Im Anschluss studierte er von 1995 bis 2002 Humanmedizin an der Universität zu Köln. Das praktische Jahr verbrachte Lacher an der Tulane University in New Orleans, USA, sowie an der University of Cape Town, Kapstadt, und an der University of Witwatersrand, Johannesburg in Südafrika. Lacher ist verheiratet und hat drei Kinder.

## Karriere
Im Anschluss an seine Promotion 2003, die Lacher mit Magna cum Laude abschloss, arbeitete er zunächst als Assistenzarzt in der Abteilung für Allgemeine Kinderheilkunde des Zentrums für Kinderheilkunde und Jugendmedizin am Universitätsklinikum Freiburg. Ab 2004 folgte eine Anstellung in der kinderchirurgischen Klinik im Dr. von Haunerschen Kinderspital der Ludwig-Maximilians-Universität München sowie der Viszeralchirurgischen Klinik im Klinikum Bogenhausen der Technischen Universität München. 2012 habilitierte Lacher im Dr. von Haunerschen Kinderspital der Ludwig-Maximilians-Universität München über das Thema „Proinflammatory pathways in children with inflammatory bowel disease (IBD)“ in der Kinderchirurgischen Klinik und Poliklinik unter der Leitung von Dietrich von Schweinitz. Nach seiner Facharztausbildung im Fach Kinderchirurgie und Allgemeinchirurgie folgte eine einjährige spezialisierte chirurgische Ausbildung in minimalinvasiver Chirurgie am Children’s Hospital of Alabama in Birmingham in den USA.
Im August 2011 wurde Lacher Oberarzt in der Klinik für Kinderchirurgie an der Medizinischen Hochschule Hannover und war dort Leiter der kolorektalen Chirurgie. Im Oktober 2015 wurde Lacher im Alter von 39 Jahren als Ärztlicher Direktor und Universitätsprofessor für Kinderchirurgie an die Universitätsklinik Leipzig berufen.

## Arbeitsschwerpunkte und Forschung
Martin Lachers Arbeitsschwerpunkte  aks Facharzt für Kinderchirurgie sind die minimalinvasive Kinderchirurgie inklusive robotischer Kinderchirurgie, kolorektale Chirurgie, Onkologie, Thoraxchirurgie sowie die Kinderurologie.
Lacher hat einen h-index von 30. Wissenschaftliche Schwerpunkte von Lacher sind entzündliche Darmerkrankungen (Nekrotisierende Enterocolitis), die minimalinvasive Neugeborenenchirurgie, kongenitale Zwerchfellhernie und die kolorektale Chirurgie. Seine wissenschaftlichen Projekte werden durch die Deutsche Forschungsgemeinschaft (DFG) finanziell gefördert.

## Ehrenamtliches Wirken
Die Stiftung Kinderchirurgie wurde 2017 von Martin Lacher und seiner Schwester, der Kinderärztin Birgit Lacher, gegründet, um Kindern mit komplexen angeborenen Fehlbildungen durch chirurgische Eingriffe ein besseres Leben zu ermöglichen. Die für die Stiftung tätigen Chirurgen operieren Kinder, die in Ländern mit geringen medizinischen Ressourcen leben. Es wurden seit Gründung ca. 300 Kinder operiert und Kinderchirurgen in sechs Ländern unter der Mitwirkung von 10 Fachärzten für Kinderchirurgie und Anästhesie fortgebildet. Die Chirurgen der Stiftung operieren Kinder in den Ländern Äthiopien, Vietnam, Guinea-Bissau und Tansania. In den letzten Jahren erfolgten auch Einsätze in Kroatien, Peru, Russland, China, Nordkorea und Ägypten. Lacher und seine Kollegen operieren Kinder mit Fehlbildungen an der Speiseröhre, Bauchwandbrüchen und narbigen Folgezuständen von ausgedehnten Verbrennungen.
Im Zuge der Zusammenarbeit mit der International Pediatric Specialists Alliance for the Children of Vietnam (IPSAC) operiert Lacher im Children‘s Hospital von Da Nang, Ho Chi Minh City sowie Hanoi in Vietnam Kinder und Neugeborene mit Fehlbildungen. Neben Fehlbildungen an der Speiseröhre, am Dünndarm, Dickdarm und Anus werden Zysten an den Gallengängen minimalinvasiv über eine Bauchspiegelung operiert. In Form des „training of trainers“-Konzepts geben Lacher und seine Kollegen ihr medizinische Fachwissen an die lokalen Kinderchirurgen vor Ort weiter.

## Mitgliedschaften
- Deutsche Gesellschaft für Kinderchirurgie (DGKCH) – (Sprecher des Konvents der Leitenden Hochschullehrer der DGKCH 2017–2021)
- European Paediatric Surgeons´ Association (EUPSA) – (Executive Board of Directors Member und Chairman Educational Office)
- International Pediatric Endosurgery Group (IPEG) – (ehem. Chairman research commitee)
- European Society of Paediatric Endoscopic Surgeons (ESPES)
- Deutsche Gesellschaft für Allgemein- und Viszeralchirurgie (DGAV)[1]

## Auszeichnungen
Lacher wurde mehrmals für seinen Unterricht am Krankenbett sowie für seine Vorlesung „Kinderchirurgie“ durch die Medizinische Fakultät der Universität Leipzig ausgezeichnet.
Weitere Auszeichnungen von Lacher sind:
- 2006: Bester Teilnehmer am Basisexamen der Deutschen Gesellschaft für Chirurgie, Frankfurt am Main[1]
- 2008 Young Investigator Award für den Vortrag beim „3rd World Congress of Pediatric Gastroenterology, Hepatology & Nutrition“ in Iguassu, Brasilien[1]
- 2012 Richard-Drachter-Preis (Deutsche Gesellschaft für Kinderchirurgie)[17]
- 2016 Lehrpreis des ALUMNI-Vereins: Auszeichnung von Martin Lacher als „Aufsteiger des Jahres“ für Vorlesung Kinderchirurgie[18]
- 2021 Julius Springer – Pädiatriepreis 2021 der Zeitschrift Monatsschrift Kinderheilkunde für den Leitartikel „Update zur minimalinvasiven Chirurgie im Kindesalter“[1]
- 2025 Bundesverdienstkreuz am Bande[19]